# Hipposandale
Les hipposandales sont, dans le domaine de l'équitation, des protections pour les pieds du cheval, ayant la forme de petites bottes. Elles sont utilisées en remplacement du ferrage, ou parfois en complément de celui-ci.

## Description
Il s'agit d'un dispositif, fabriqué à l'époque contemporaine en polyuréthane, qui peut être utilisé en tant que protection lorsque le pied (principalement la sole du cheval) est blessé ou fragilisé / en cours de traitement médical.
Il existe une variété de designs, mais tous ont pour but commun de protéger la sole des surfaces dures comme la roche ou tout autre terrain difficile.

## Histoire
Ce dispositif a été inventé par les Romains, on en trouve un certain nombre d'exemplaires en France.
Il est mentionné que l'empereur Néron faisait ferrer ses chevaux de fers d'argent, et sa femme Poppée ses mules d'or,,,. Le moyen de fixation n'est hélas pas précisé. Des formes modernes de l'hipposandale existent de nos jours et leur utilisation est de plus en plus importante compte tenu de ses avantages, notamment la possibilité de les enlever quand le cheval est au repos ou quand il évolue sur des surfaces où ses pieds n'ont pas besoin d'être protégés.

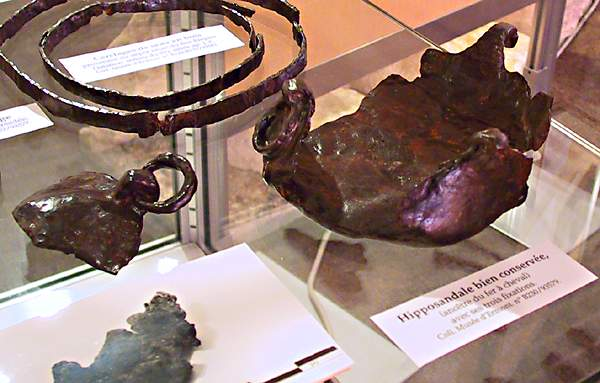
Exemplaire d'Ermont.
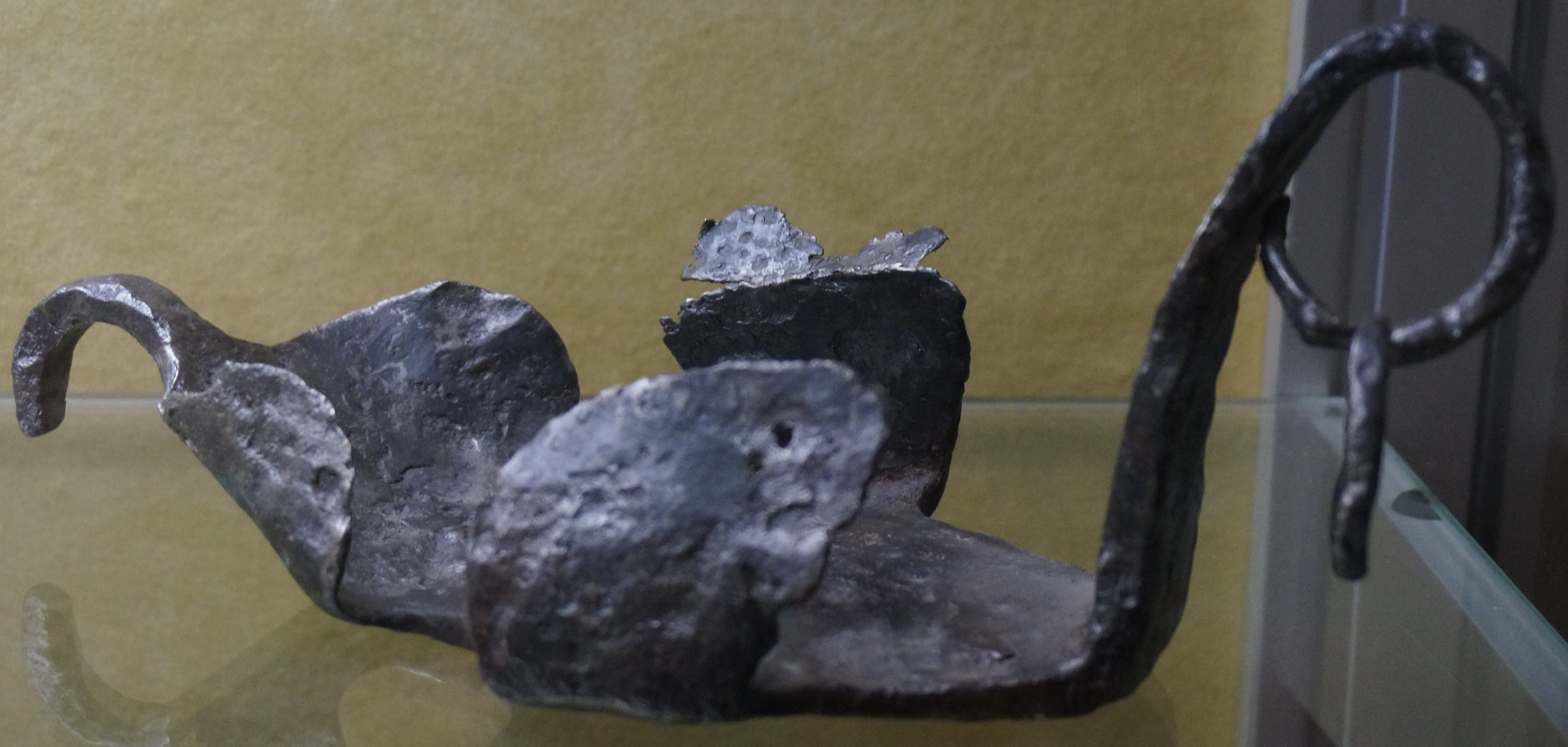
Exemplaire de Reims.
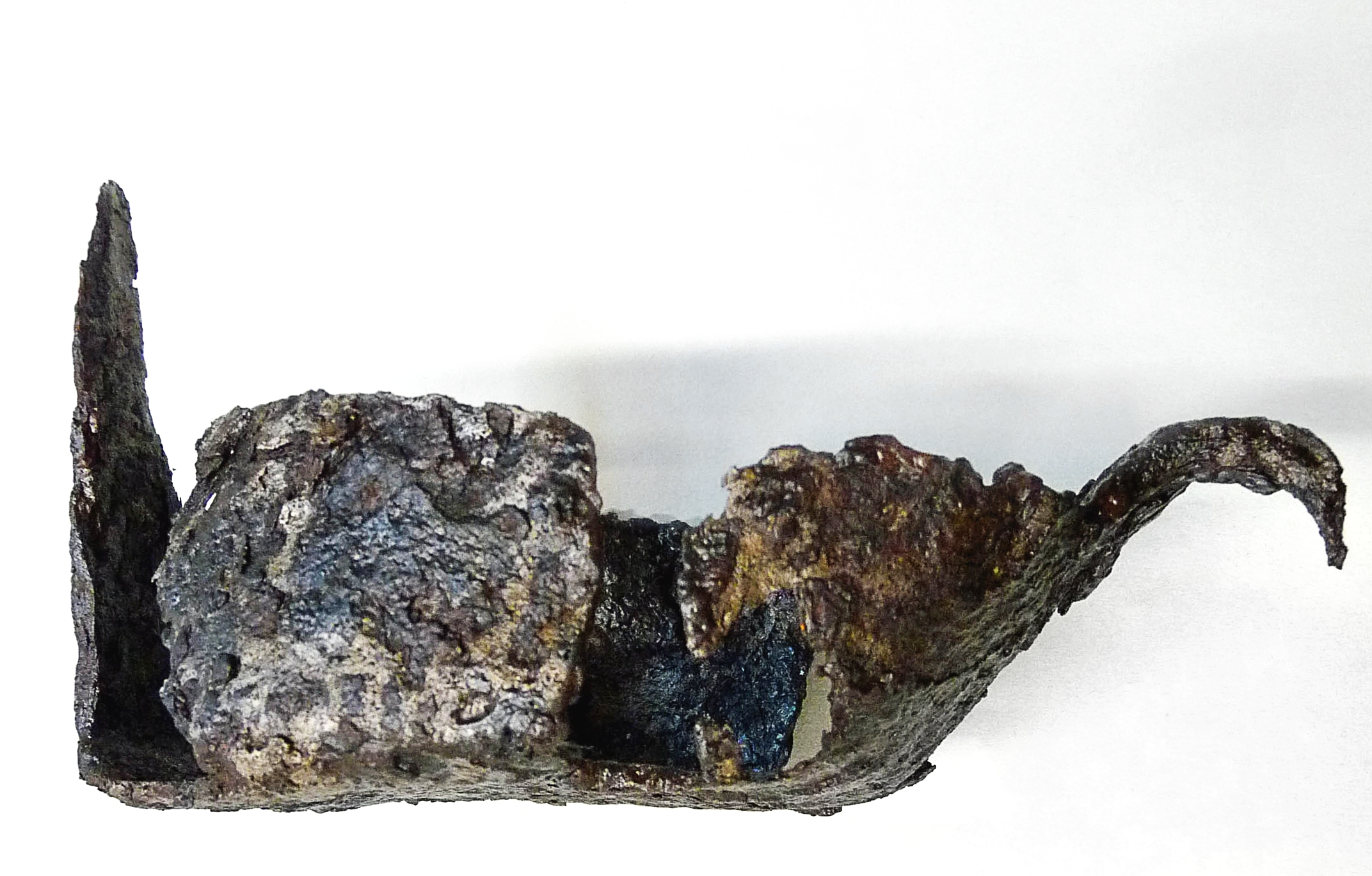
Exemplaire du Braunschweigisches Landesmuseum.

## Usages
Les hipposandales sont fréquemment utilisées comme substitut aux fers, soit comme solution de rechange lorsque le maréchal ne peut intervenir rapidement, soit comme pure alternative pour protéger les pieds d'un cheval non ferré le reste du temps. Ce dispositif est utilisé dans toutes les disciplines équestres et se trouve particulièrement populaire dans les courses d'endurance et randonnées équestres.
On les retrouve aux pieds des chevaux de parades et des montures de la police montée qui travaillent sur des routes pavées. Les hipposandales peuvent servir à habituer un cheval normalement ferré à la monte sans fers, ou bien être portées dans le cas où le cheval aurait perdu un fer.
Dans les zones où les conditions climatiques rendent le terrain glissant, les hipposandales sont souvent utilisées en association avec des crampons vissés dans la sole, afin d'offrir plus de stabilité au cheval, et permettre de le monter même sur un terrain glissant. Cette solution ne peut être envisagée qu'avec une hipposandale suffisamment épaisse et rigide pour éviter d'endommager le pied, les hipposandales trop flexibles ne sont pas adaptées.
Une autre utilisation majeure des hipposandales est faite dans la médecine vétérinaire : le dispositif fournissant une protection pour le pied blessé d'un cheval (crevasse ou ecchymose), elle permet de garder propre la zone blessée et peut servir à maintenir en place certains traitements comme un cataplasme.
Également, les hipposandales se révèlent d'une très grande utilité pour protéger les sabots de certains chevaux qui, pour une raison ou une autre, ne peuvent porter de fers, tel un cheval ayant perdu une grande partie de la corne à cause d'une blessure ou d'une maladie. Dans de nombreux cas, les chevaux atteints de fourbure se remettent efficacement lorsqu'ils sont équipés d'hipposandales.
L'objectif des hipposandales n'est pas d'être portées constamment, mais plutôt d'être utilisées périodiquement et enlevées dès qu'elles ne sont plus nécessaires (à la manière de véritables chaussures). Les chevaux montés voient leurs 'sandales' ôtées à la fin du travail. Dans le cas des chevaux dont le pied est blessé, les hipposandales peuvent être gardées pour de plus longues périodes, mais doivent être régulièrement détachées et nettoyées avant d'être remises en place. Il est important de vérifier également si le dispositif est endommagé et risque de pincer ou irriter la peau du cheval, en surveillant l'apparition d'abrasions.